# La Récréation
La Récréation è il terzo album discografico del cantante francese Jordy.  Pubblicato nel 1995 sotto l'etichetta ARCADE, è stato prodotto da Claude Lemoine.  L'album fu un fallimento totale.

## Tracce
1. Coolman – 4:31
2. L'indien Pleure – 4:22
3. Toi, Toi et Moi – 4:11
4. C'est Les Grands Qui Sont Gagas – 3:27
5. Ya Qu'un Cheveu – 3:48
6. Ko Ko – 3:31
7. C'est La Pub – 3:40
8. Je L'aime Comme Un Grand – 4:01
9. Sacré Charlemagne – 3:58
10. L'abcd De Jordy – 3:55